# 牧誓
牧誓是周武王在牧野之戰前的誓師辭，《尚書·周書》其中一篇。

## 概要
周武王以戰車三百輛、虎贲三百人伐商天子帝辛（纣王），在与帝辛决战前發表誓师辞，指出帝辛的四大罪状，也就是：“……今商王受，惟妇言是用，昏弃厥肆祀，弗答；昏弃厥遗王父母弟，不迪；乃惟四方之多罪逋逃，是崇是长，是信是使，是以为大夫卿士，俾暴虐于百姓，以奸宄于商邑……”今可歸納如下：
- 過度聽從女性的意見（婦言），可能指妲己[1]，但此文並沒有明確指出。
- 不留心祭祀祖先與鬼神。
- 不重用商王室的親戚（遗王父母弟），可能是指比干、箕子和微子启等人。
- 重用逃亡的罪人。

這是帝辛最早的罪證，都不像是滔天大罪，不似日後被指出荒淫無道，如後來傳出是周武王作的泰誓稱“殺比干而視其心”、“剖孕婦而觀其化”、“燎焚天下之財，罷苦萬民之力。”因此子贡曾表示“纣王之不善，不如是之甚也，是以君子恶居下流，天下之恶皆归焉”。牧野之戰的戰場在商朝都城朝歌（今河南淇县）以南七十里處。这次决战殷商王朝覆灭，武王大胜，建立周朝。